# Kay Hughes
Pour les articles homonymes, voir Hughes.
Kay Hughes, née le 16 janvier 1914 à Los Angeles et morte le 4 avril 1998 à Palm Springs, est une actrice américaine active dans les années 1930 et 1940, jouant essentiellement dans des Westerns et des serials.

## Filmographie
- 1933 : Saturday's Millions (en) : une étudiante
- 1934 : Men in Black  : Nurse

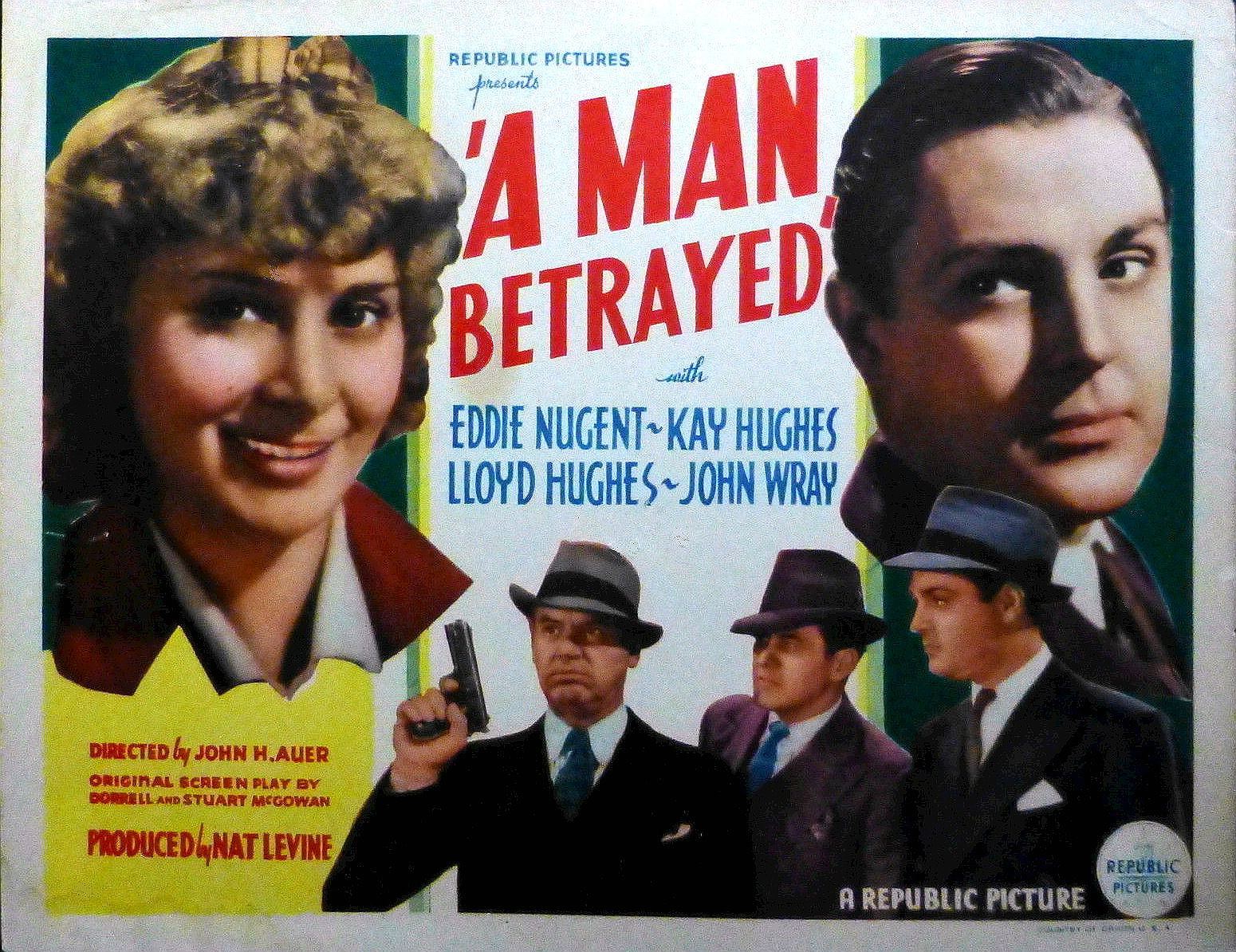
Kay Hughes à l'affiche de A Man Betrayed (1936).

- 1934 : It's the Cats  : Club Member
- 1934 : The Chases of Pimple Street: Clerk
- 1935 : His Old Flame
- 1935 : George White's 1935 Scandals  : One of the Girls
- 1935 : Slightly Static : l'opératrice de téléphone
- 1935 : Fighting Youth : Sorority Girl
- 1936 : Strike Me Pink  : Goldwyn Girl
- 1936 : Robin des Bois d'El Dorado (The Robin Hood of El Dorado)  : Louise
- 1936 : Every Saturday Night  : Patty Newall
- 1936 : Brides Are Like That : Mary Ann Coleridge
- 1936 : Snowed Under : Miss Jones
- 1936 : Romance in the Air
- 1936 : A Man Betrayed : Marjorie Norton
- 1936 : Zorro l'Indomptable (The Vigilantes Are Coming) : Doris Colton
- 1936 : The Three Mesquiteers  : Marian Bryant
- 1936 : Ride Ranger Ride  : Dixie Summerall
- 1936 : Ghost-Town Gold (en)  : Sabina Thornton
- 1936 : The Big Show : Marion Hill
- 1936 : The Mandarin Mystery : Irene Kirk
- 1936 : A Man Betrayed  : Marjorie Norton
- 1937 : Dick Tracy (Serial) : Gwen Andrews
- 1937 : Radio Patrol (Serial) : Molly Selkirk
- 1938 : Trouble at Midnight : Catherine Benson
- 1941 : Honolulu Lu :s Nurse
- 1941 : Riders of the Badlands : Celia Barton
- 1945 : Enemy of the Law : Ruby Lawson
- 1945 : Fighting Bill Carson  : Jean Darcy